# 프랜시스 골턴

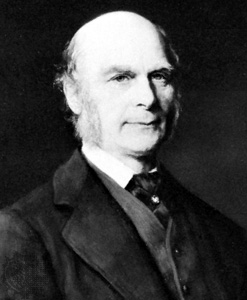
프랜시스 골턴

프랜시스 골턴 경(Sir Francis Galton, FRS, 1822년 2월 16일~1911년 1월 17일)은 영국의 인류학자이다. 이래스머스 다윈의 외손자이고, 찰스 다윈은 그의 배다른 외사촌 형이었다.

## 생애

### 초년과 지리학, 기상학
골턴은 1822년 2월 16일 워위크셔 버밍엄 스파크브루크에서 새뮤얼 골턴의 아들로 태어났다. 그의 할아버지는 시인이자 자연철학자인 이래즈머스 다윈이며, 찰스 다윈은 그의 사촌이다. 버밍엄에 위치한 에드워드 4세 그래머 스쿨을 다닌 후 골턴은 버밍험 병원과 킹스 칼리지 런던에서 의학을 공부하였다. 그 후 케임브리지 대학교의 트리니지 칼리지에서 학위를 받았고 이때부터 방향을 전환하였다.
1845년에서 1846년까지는 수단을 여행하였고, 1850년에는 웰비스 만에서 시작하여 서남 아프리카를 탐방하였고 1853년에는 탐방 결과를 담은 Narrative of an Explorer in Tropical South Africa가 출판되었다. 같은 해 그는 왕립 지리학 협회의 회원이 되었으며 이와 함께 금메달을 수여하였다. 골턴은 1855년 Art of Travel; or, Shifts and Contrivances in Wild Countries를 저술하였다. 1860년에는 북부 스페인을 조사하였고, 지역과 사람들에 대한 탐문 결과를 Vacation Tourists로 출판하였다. 그 이후 골턴은 기상학으로 관심을 돌렸고, 그의 조사 결과는 1863년에 출판된 Meteorographica에 포함되어있다. 이 책은 광대한 수준에서의 기후를 관찰한 결과였으며 고기압의 존재와 그 이론에 대한 첫 번째 출판물이기도 하였다. 그는 1868년 기상학 위원회의 회원이 되었으며 이 직책을 30년 동안 유지하였다.

### 우생학
골턴은 인류학, 특히 유전에 관심이 많았다. 1869년 골턴은 Hereditary Genius, its Laws and Consequences를 저술하였다. 뒤이어 1874년에는 English Men of Science, their Nature and Nurture을 저술하였고 1883년에는 Inquireies into Human Faculty and its Development, 1884년에는 Life-History Album과 Record of Family Facultes, 1889년에는 Natural Inheritance를 출판하였다. 1865년 골턴은 인류의 발전을 위해서는 부적격자의 탄생율 확인과 적격자의 탄생율 증진을 위해 체계적인 노력이 필요하다고 주장하였다. 그는 1884년에도 이를 재주장하였으며, 우생학(eugenics)이라는 용어를 사용하였다. 1904년 골턴은 런던 대학교에서 '물리적, 정신적으로 후대의 종족의 질 향상을 위한 사회적 통제를 위한 연구'라는 이름하에 우생학 연구를 진행하도록 지원하였다.
골턴은 많은 인류학적 주제에 대한 논문을 작성하였다. 그는 인체측정학의 과정을 확립하였고, 지문과 그것을 이용하여 범죄자를 가려내는 방법의 개발에 많은 관심을 가졌다. 1892년의 Finger Prints, 1893년의 Decipherment of Blurred Finger Prints, 1895년에 Finger Print Directories가 이와 관련된 출판물들이다.

### 수상 및 서훈
골턴은 1860년부터 왕립 학회의 회원이었다. 1886년 그는 로열 메달을 수상하였으며 1902년에는 다윈 메달을 받았다. 1894년 옥스퍼드 대학교는 그에게 명예 학위를 수여하였으며 1895년에는 케임브리지 대학교에서 명예 학위를 수여하였다. 1908년 그는 《Memories of My Life》를 출판하였으며 1909년에는 Knight Bachelor(기사작위)에 서임되었다.

## 같이 보기
- 제임스 카텔